# Bécsi csata (1945)
A bécsi csata a második világháború utolsó évében, 1945. április 2. – 13. között zajlott. Az egyesült szovjet–bolgár seregek ostrom alá fogták a várost, amelyet védői – Hitler parancsa ellenére – a város lerombolását megakadályozandó, rövid harc után feladtak. A csatát követően Bécsben egy szövetséges-párti kormány alakult, amely kinyilvánította az ország elszakadását a Harmadik Birodalomtól.

## Előzmények
1945 tavaszára a Vörös Hadsereg gyors ütemben közeledett a Harmadik Birodalom határaihoz. Gyors ütemben szabadultak fel német uralom alól a megszállt települések. Az 1944-es év második felében Németország két addigi szövetségese - Románia és Bulgária is - átpártolt a szovjetekhez. Budapest másfél hónapnyi ostrom után február 13-án elesett, majd a németeket Magyarországról is elkezdték kiszorítani. Josef Dietrich SS tábornok vezetésével a Wehrmacht még megkísérelt egy ellentámadást a Balaton térségében, de ez kudarcot vallott. Április elejére a szovjetek elfoglalták a határmenti Sopront, északon átkeltek a Garam, és a Nyitra folyókon, elérve a Harmadik Birodalom határait, és készen álltak a Bécs felé indítandó offenzívára.

## A csata
Hitler a várost erőddé nyilvánította, és parancsot adott a végsőkig való védelmezésére. Április 2-án a szovjetek délről megközelítették a várost, elfoglalva Kismartont, Bécsújhelyt, Neunkirchent és Gloggnitzet, majd április 4-én szovjet kézre került Pozsony és Baden is. Ezt követően a szovjetek támadást indítottak egyenesen a város ellen. 
Az osztrák ellenállók, a Wehrmachtból dezertált Carl Szokoll osztrák őrnagy vezetésével a város lerombolásának megakadályozására és a szovjet győzelem megkönnyítésére szabotázsakciókat hajtottak végre a németek ellen. Ennek ellenére a szovjetek heves ellenállásba ütköztek. Legelőször a keleti és a déli külvárosok ellen indítottak támadást, de április 7-ig nem tudták áttörni a német vonalakat, ekkor azonban sikerült a déli külváros egy részét hatalmukba keríteniük, így április 8-án a nyugati külváros ellen indítottak nagy erejű támadást, amelynek elfoglalása stratégiai fontosságú volt a szovjet csapatok számára, mert magába foglalta a város legfontosabb vasúti állomását. A terület elfoglalása még aznap sikerült, így megkezdődött a város keleti külvárosának elfoglalása, majd a 46. szovjet hadsereg a Dunán átkelve támadást intézett az északi külváros ellen, ezzel a városközpontot teljesen bekerítve. 
Április 9-én a szovjetek megkezdték az ellenállás felszámolását. Április 11-én éjjel a szovjeteknek sikerült a Duna feletti hidak legnagyobb részét elfoglalniuk, vagy megsemmisíteniük, ezzel érzékeny csapást mérve a védőkre, akiknek egy része április 13-án megadta magát, de a hadsereg egy része a két parancsnokkal együtt nyugat felé sikeresen kitört a városból. Ezt követően a szovjet hadsereg még elfoglalta Esslinget és Klosterneuburgot, majd tovább vonult Linz irányába.

## Következmények
A csatában a város épületeinek nagy része megrongálódott, vagy teljesen romba dőlt, a víz-, villany- és gázvezetékek teljesen használhatatlanná váltak. A megszálló szovjet katonák több hétig megállás nélkül fosztogattak, nőket erőszakoltak meg. 
Néhány nappal a csatát követően – a szovjet csapatok hallgatólagos beleegyezésével – ideiglenes kormány alakult Karl Renner vezetésével, amely kimondta Ausztria leválását a Harmadik Birodalomról.

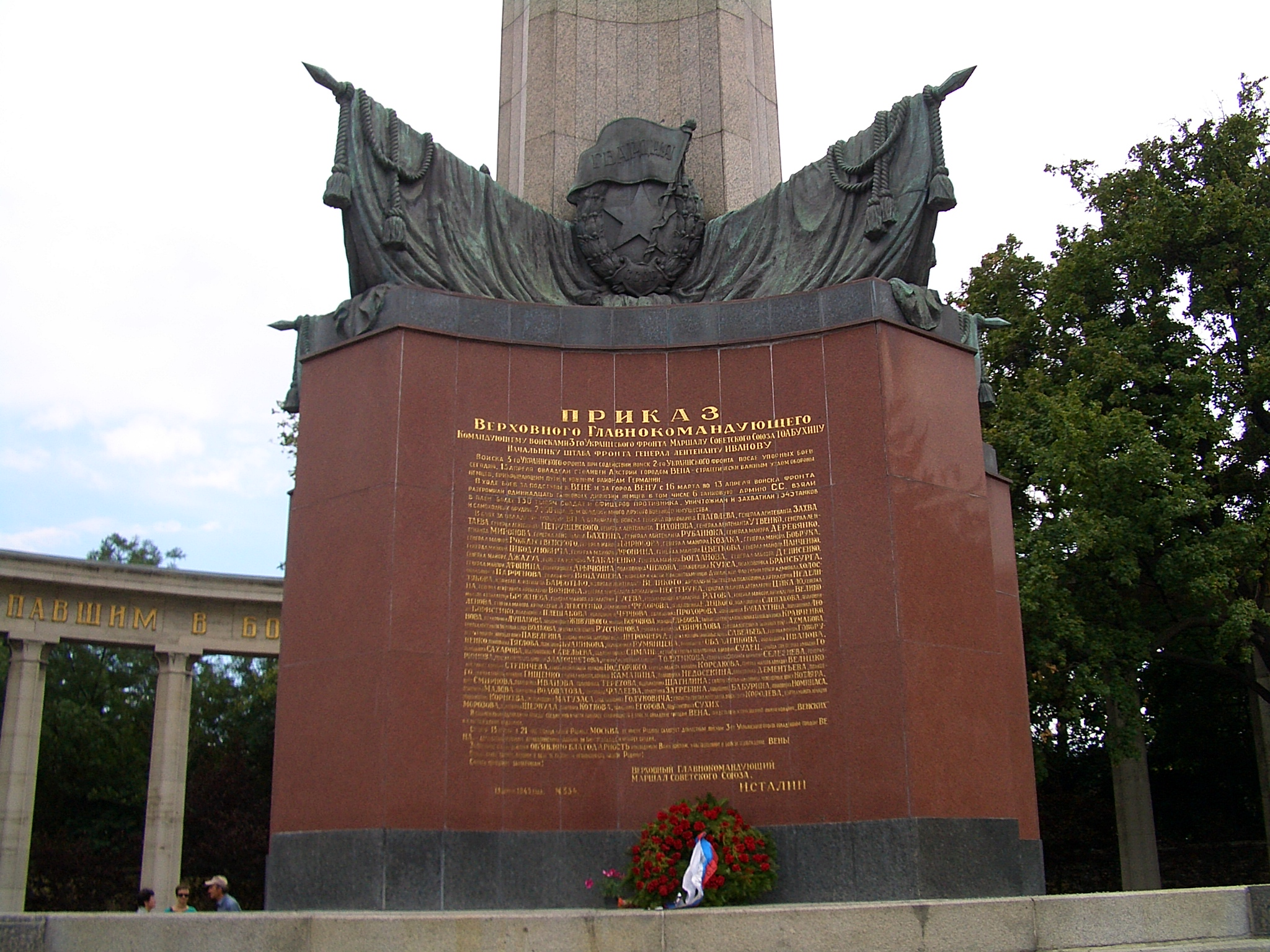
Szovjet háborús emlékmű Bécsben, a Schwarzenberg téren.
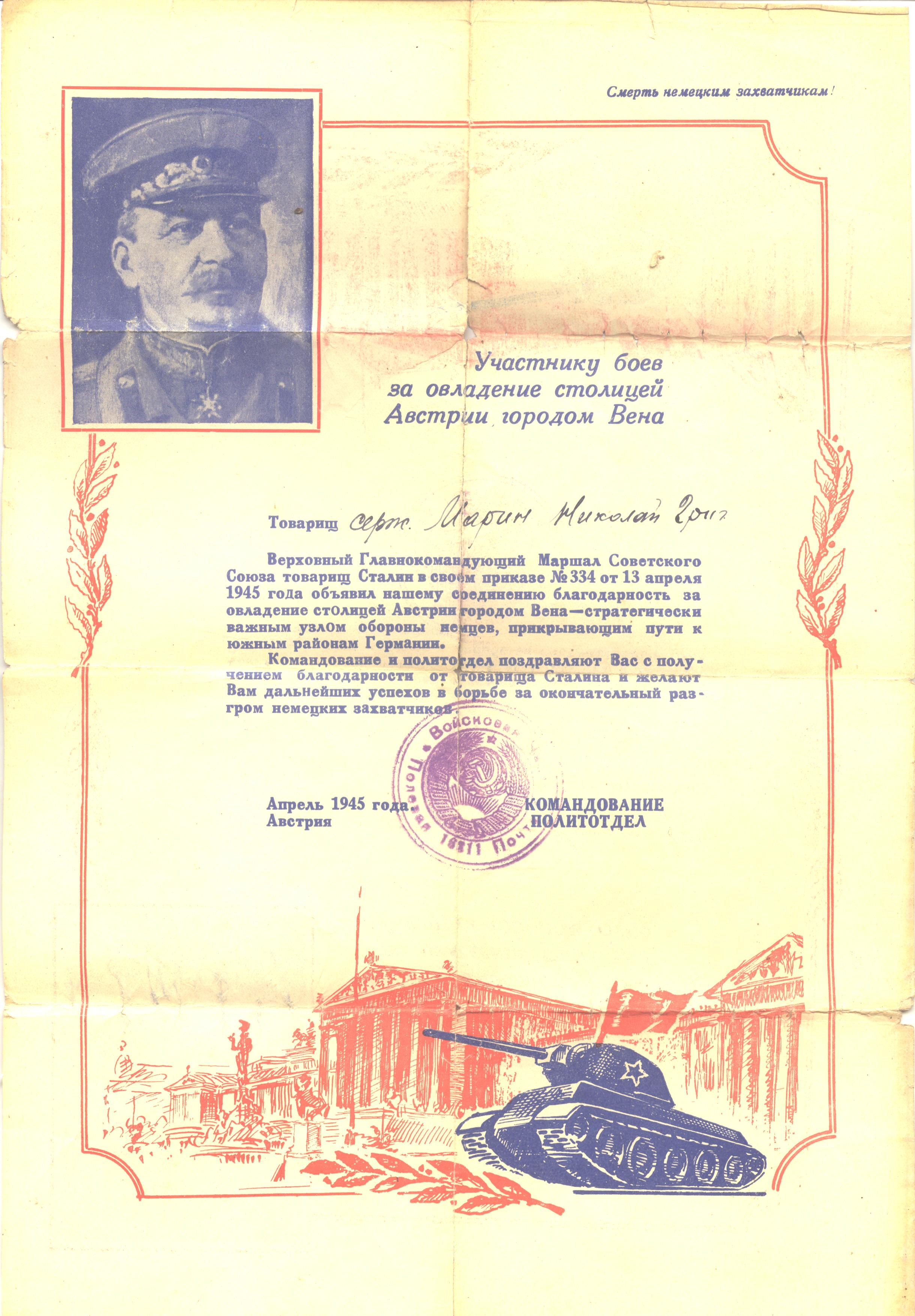
Hála Sztálinnak a művelet egyik résztvevőjének